# Corynebacterium jeikeium
Corynebacterium jeikeium es una especie de bacteria grampositiva que provoca infecciones nosocomiales.

## Microbiología
Junto con C. urealyticum, forma parte del grupo de las corinebacterias lipofílicas, es decir, que su cultivo es más rápido cuando se añaden lípidos al medio. Son bacilos pleomórficos con gránulos metacromáticos que hidrolizan Tween 20 y 80, pero no 40 o 60.

## Enfermedad
Provoca enfermedades como sepsis, infecciones de catéter intravascular, meningitis o endocarditis en válvulas protésicas, especialmente en personas inmunodeprimidas hospitalizadas. Tiene resistencia a varios antibióticos, suele ser sensible a vancomicina. Se ha descrito una cepa resistente a la daptomicina.